# ルーマニアの空港の一覧
ルーマニアの空港の一覧を示す。

## 空港
| 都市                                        | ICAO | IATA | 空港名                                                         | 地理座標                                                          |
| ------------------------------------------- | ---- | ---- | -------------------------------------------------------------- | ----------------------------------------------------------------- |
|                                             |      |      | 公共空港                                                       |                                                                   |
| アラド                                      | LRAR | ARW  | アラド国際空港                                                 | 北緯46度10分36秒 東経21度15分43秒 / 北緯46.17667度 東経21.26194度 |
| バカウ                                      | LRBC | BCM  | バカウ国際空港                                                 | 北緯46度31分19秒 東経26度54分37秒 / 北緯46.52194度 東経26.91028度 |
| バヤ・マレ / タウツィイ＝マゲラウシュ       | LRBM | BAY  | バヤ・マレ空港                                                 | 北緯47度39分30秒 東経23度27分59秒 / 北緯47.65833度 東経23.46639度 |
| ブカレスト / バネアサ                       | LRBS | BBU  | アウレル・ヴライク国際空港                                     | 北緯44度30分13秒 東経26度06分13秒 / 北緯44.50361度 東経26.10361度 |
| ブカレスト / オトペニ                       | LROP | OTP  | アンリ・コアンダ国際空港                                       | 北緯44度34分16秒 東経26度05分06秒 / 北緯44.57111度 東経26.08500度 |
| クルジュ＝ナポカ                            | LRCL | CLJ  | クルジュ＝ナポカ国際空港                                       | 北緯46度47分06秒 東経23度41分10秒 / 北緯46.78500度 東経23.68611度 |
| コンスタンツァ                              | LRCK | CND  | ミハイル・コガルニチャヌ国際空港                               | 北緯44度21分44秒 東経28度29分18秒 / 北緯44.36222度 東経28.48833度 |
| クラヨーヴァ                                | LRCV | CRA  | クラヨーヴァ空港                                               | 北緯44度19分05秒 東経23度53分19秒 / 北緯44.31806度 東経23.88861度 |
| ヤシ                                        | LRIA | IAS  | ヤシ国際空港                                                   | 北緯47度10分44秒 東経27度37分12秒 / 北緯47.17889度 東経27.62000度 |
| オラデア                                    | LROD | OMR  | オラデア国際空港                                               | 北緯47度01分31秒 東経21度54分09秒 / 北緯47.02528度 東経21.90250度 |
| サトゥ・マーレ                              | LRSM | SUJ  | サトゥ・マーレ国際空港                                         | 北緯47度42分12秒 東経22度53分08秒 / 北緯47.70333度 東経22.88556度 |
| シビウ                                      | LRSB | SBZ  | シビウ国際空港                                                 | 北緯45度47分09秒 東経24度05分08秒 / 北緯45.78583度 東経24.08556度 |
| スチャヴァ                                  | LRSV | SCV  | スチャヴァ空港                                                 | 北緯47度41分15秒 東経26度21分15秒 / 北緯47.68750度 東経26.35417度 |
| トゥルグ・ムレシュ                          | LRTM | TGM  | トゥルグ・ムレシュ国際空港                                     | 北緯46度28分04秒 東経24度24分45秒 / 北緯46.46778度 東経24.41250度 |
| ティミショアラ                              | LRTR | TSR  | トライアン・ヴイア国際空港                                     | 北緯45度48分36秒 東経21度20分17秒 / 北緯45.81000度 東経21.33806度 |
| トゥルチャ                                  | LRTC | TCE  | トゥルチャ空港                                                 | 北緯45度03分46秒 東経28度42分52秒 / 北緯45.06278度 東経28.71444度 |
|                                             |      |      | 軍用飛行場                                                     |                                                                   |
| アレクセニ                                  |      |      | アレクセニ飛行場                                               | 北緯44度42分16秒 東経26度43分07秒 / 北緯44.70444度 東経26.71861度 |
| コキルレアンカ ボボク                       | LRBO |      | ボボク飛行場（Boboc Airfield）                                 |                                                                   |
| クンピア・トゥルジー                        | LRCT |      | クンピア・トゥルジー飛行場（Câmpia Turzii Airfield）           |                                                                   |
| デベセル                                    |      |      | デベセル飛行場（Deveselu Airfield）                            |                                                                   |
| フェテシュティ                              | LRFT |      | フェテシュティ飛行場（Feteşti Airfield）                       |                                                                   |
| ヤンカ                                      |      |      | ヤンカ飛行場（Ianca Airfield）                                 |                                                                   |
| シリシュテア＝グメシュティ                  |      |      | シリシュテア＝グメシュティ飛行場 （Siliștea Gumești Airfield） |                                                                   |
|                                             |      |      | その他の空港、飛行場                                           |                                                                   |
| ポダリ / クラヨーヴァ                       | LRCW |      | Balta Verde Airfield                                           | 北緯44度16分59秒 東経23度47分42秒 / 北緯44.28306度 東経23.79500度 |
| ブジアシュ                                  |      |      | ブジアシュ飛行場（Buziaş Airfield）                            | 北緯45度39分11秒 東経21度34分34秒 / 北緯45.65306度 東経21.57611度 |
| カランセベシュ / レシツァ                   | LRCS | CSB  | カランセベシュ空港                                             | 北緯45度25分13秒 東経22度15分08秒 / 北緯45.42028度 東経22.25222度 |
| チョルパニ                                  |      |      | チョルパニ飛行場（Ciolpani Airfield）                          |                                                                   |
| チスナディエ / シビウ                       | LRCD |      | マグラ飛行場（Măgura Airfield）                                | 北緯45度44分21秒 東経24度09分50秒 / 北緯45.73917度 東経24.16389度 |
| クリンチェニ / ブカレスト                   |      |      | クリンチェニ飛行場（Clinceni Airfield）                        | 北緯44度21分38秒 東経25度55分54秒 / 北緯44.36056度 東経25.93167度 |
| コマナ / ブカレスト / ジュルジュ            |      |      | コマナ飛行場（Comana Airfield）                                | 北緯44度12分01秒 東経26度08分23秒 / 北緯44.20028度 東経26.13972度 |
| ブラショヴ                                  |      |      | Cobrex Helipad                                                 | 北緯45度39分26秒 東経25度33分27秒 / 北緯45.65722度 東経25.55750度 |
| クラスナ / ザラウ                           |      |      | クラスナ飛行場（Crasna Airfield）                              | 北緯47度10分04秒 東経22度51分21秒 / 北緯47.16778度 東経22.85583度 |
| クルジュ＝ナポカ / アパヒダ                 |      |      | デズミル飛行場（Dezmir Airfield）                              | 北緯46度46分45秒 東経23度42分43秒 / 北緯46.77917度 東経23.71194度 |
| ドルナ・カンドレニロル / ヴァトラ・ドルネイ |      |      |                                                                |                                                                   |
| ドロベタ＝トゥルヌ・セヴェリン              |      |      | ドロベタ飛行場（Drobeta Airfield）                             | 北緯44度34分48秒 東経22度50分35秒 / 北緯44.58000度 東経22.84306度 |
| ガラツィ                                    |      |      | Pegas Airfield                                                 | 北緯45度30分10秒 東経28度01分50秒 / 北緯45.50278度 東経28.03056度 |
| ブラドゥ / ピテシュティ                     | LRPT |      | ジャマナ飛行場（Geamăna Airfield）                             | 北緯44度48分58秒 東経24度53分43秒 / 北緯44.81611度 東経24.89528度 |
| ギンバヴ / ブラショヴ                       | LRBG |      | ギンバヴ飛行場（Ghimbav Airfield）                             | 北緯45度41分51秒 東経25度32分02秒 / 北緯45.69750度 東経25.53389度 |
| ヤシ                                        | LRIS |      | ヤシ飛行場（Iași Airfield）                                    | 北緯47度09分26秒 東経27度38分05秒 / 北緯47.15722度 東経27.63472度 |
| イネウ / オラデア                           |      |      | King Land Ineu Airfield                                        | 北緯47度04分37秒 東経22度06分08秒 / 北緯47.07694度 東経22.10222度 |
| ルナ                                        |      |      | Lac Luncani Airfield                                           | 北緯46度28分55秒 東経23度55分51秒 / 北緯46.48194度 東経23.93083度 |
| サルチャ/ スチャヴァ                        |      |      | サルチャ飛行場（Salcea Airfield）                              |                                                                   |
| チュリラ                                    |      |      | サリチャ飛行場（Sălicea Airfield）                             | 北緯46度41分00秒 東経23度30分28秒 / 北緯46.68333度 東経23.50778度 |
| シメリア / デヴァ                           | LRDV |      | サウレシュティ飛行場（Săuleşti Airfield）                      | 北緯45度51分51秒 東経22度57分54秒 / 北緯45.86417度 東経22.96500度 |
| スンペトル / ブラショヴ                     | LRSP |      | スンペトル飛行場（Sânpetru Airfield）                          | 北緯45度43分08秒 東経25度38分01秒 / 北緯45.71889度 東経25.63361度 |
| トゥルグショル・ベキ / プロイェシュティ     |      |      | ストレジュニク飛行場（Strejnic Airfield）                      | 北緯44度55分23秒 東経25度58分11秒 / 北緯44.92306度 東経25.96972度 |
| シルナ / プロイェシュティ                   |      |      | シルナ飛行場（Şirna Airfield）                                 | 北緯44度47分03秒 東経25度58分56秒 / 北緯44.78417度 東経25.98222度 |
| トゥルグ・ムレシュ                          | LRMS |      | トゥルグ・ムレシュ飛行場（Târgu Mureş Airfield）               | 北緯46度32分03秒 東経24度32分05秒 / 北緯46.53417度 東経24.53472度 |
| ティミショアラ                              |      |      | ティミショアラ飛行場                                           | 北緯45度47分20秒 東経21度11分40秒 / 北緯45.78889度 東経21.19444度 |
| トゥルニショル / シビウ                     |      |      | トゥルニショル飛行場（Turnișor Airfield）                      |                                                                   |
| トゥズラ / コスティネシュティ / エフォリエ  | LRTZ |      | トゥズラ飛行場（Tuzla Airfield）                               | 北緯43度59分08秒 東経28度36分53秒 / 北緯43.98556度 東経28.61472度 |